# Kolbes Tapetfabrik a/s
Kolbes Tapetfabrik A/S (ktas) var en dansk tapetproducent i perioden 1940-1974.
Firmaet fik sin start i Søborg i 1940, stiftet af fabrikant Svend Wittenburg Kolbe. Han kommer fra en ledende stilling hos De Danske Tapetfabrikker på Lyngbyvej, men ønsker at starte for sig selv. Med sig har han Knud Jensen, som værkfører, og tillige tilknyttes Knud Stimer, som salgskonsulent.
I starten af 50'erne flyttedes til det nedlagte Ejbyholm Glasværk, ved Ejby i Glostrup kommune, hvor der er muligheder for udvikling af produktionen. I perioden op til 1973 vokser firmaet til en af de ledende producenter i Danmark/Skandinavien. I samme periode giver markedsudviklingen, både herhjemme og i udlandet, basis for opbygning af betydelig hjemmemarkedsandel og eksport til markeder som England, Tyskland, Italien, samt Sverige m.fl. Udviklingen nødvendiggør, at der oprettes en afdeling i Århus, Mejlgade 48, der huser både salgskontor, lager og der etableres en egen prøvebogsfabrik.
I slutningen af 50'erne oprettes et udleveringslager i Hamborg med interessenten Heinz Apel, for at sikre hurtig levering til kunderne i Hamborg nærområdet. Det associerede selskab Sedanco A/S bygger selvstændig lagerbygning på 2000m2, der udlejes fast til KTAS. Bygningen indeholder færdigvarelager, samt maskineri til færdiggørelse af de trykte storballer. Den fortsatte udvikling nødvendiggør udbygning af flere omgange og der anskaffes både nyere og større trykmaskiner, prægemaskiner mm. Der anskaffes automatiske anlæg til folieindpakning af tapetruller, udstyr til afskæring af kanterne, samt anlæg til pakning og kartonnering.
Roskilde Tapetfabrik, er en lille fabrik med 3 maskiner, der lejes. Fabrikken forsynes med eget personale, dette er for at forøge kapaciteten af halvfabrikata til produktionen i Glostrup. Konkurrencen er hård på hjemmemarkedet og den konstante underbydning imellem producenterne, tager hårdt på alle. På Tapetfabrikken Fiona A/S tiltræder ny direktør, Hans Jørgen Nielsen, og forsøger hurtigt at identificere branchens problemer. Der har ikke tidligere været nogen betydelig kommunikation mellem de 3 største producenter/konkurrenter, Dahl's Tapet A/S, Fiona A/S og Kolbes Tapetfabrik A/S. Det lykkes Hans Jørgen Nielsen at igangsætte en plan om samarbejde, og sammenlægning af de 3 virksomheder. Som 4. part deltager Den Danske Banks udviklingsselskab Incentive A/S. med direktøren Hugo Schrøder. Der igangsættes en “due diligence” proces og en værdisætning af de involverede selskaber, men kort herefter trækker Brdr. Dahls Tapet sig fra en evt. aftale.
Stadigvæk diskuteres en sammenlægning af Tapetfabrikken Fiona A/S og Kolbes Tapetfabrik A/S. En uenighed om aktiefordelingen i en evt. ny konstellation, udmunder i en aftale, der lyder på at Fiona A/S og Kolbes Tapetfabrik A/S fusionerer pr. årsskiftet 1972/1973.
I 1969 blev H. J. Nielsen direktør, I 1973 overtages Kolbes Tapetfabrik A/S i Glostrup, I 1974 blev Fiona opkøbt af den britiske tapetfabrikant The Wallpaper Manufacturers, der sammenlagde A/S Tapetfabrikken Fiona, A/S Sitela, A/S Fahaco, Kolbes Tapetfabrik A/S og A/S Fiona en-groslager til WPM Scandinavia A/S . I 1975 overtages Dahls Tapetfabrik A/S i Ballerup, I 1977 ansættes Svend E. Olsen som direktør, I 1978 blev ejerskabet overtaget af pensionsfondene PKA og LG. De sammenlagde WPM Scandinavia A/S, A/S Tapetfabrikken Fiona, Dahls Tapet A/S og Scandia Tapet A/S til De Forenede Tapetfabrikker A/S. I 1980 flytter fabrikken fra Lagonis Minde nr. 20 til nye produktionshaller på Markedspladsen. I 1984 blev fabrikken opkøbt af Flüggerkoncernen. I 2012 blev den lukket.
Tapetfabrikken Fiona var delvis eller fuld ejer af en række underleverandører bl.a. Royal System, Aarhus, Jydsk Persienne Industri, Aarhus, Dansk Kuldekonservering, København, tæppefabrikkerne Sitela og Fahaco samt stivelsesderivatfabrikken Fondin.
Periode	1903 - 2012